# Teorema de Laplace
Em álgebra linear, o teorema de Laplace fornece uma expressão para o determinante de uma matriz quadrada qualquer em termos de determinantes de matrizes de ordem inferior.

## Enunciado do teorema
O determinante de uma matriz {\displaystyle A\in M_{n\times n}(\mathbb {K} )} é igual à soma algébrica dos produtos dos elementos de uma linha (ou coluna) pelos respectivos cofatores (ou complementos algébricos).
O cofator do elemento {\displaystyle a_{i,j}} de uma matriz é o escalar {\displaystyle C_{i,j}} definido por {\displaystyle C_{i,j}\ =(-1)^{i+j}\det(A_{ij})\,,}em que {\displaystyle A_{ij}} representa a matriz que se obtém da matriz original pela eliminação da i-ésima linha e da j-ésima coluna. Tem-se então que{\displaystyle \det(A)=a_{i,1}C_{i,1}+a_{i,2}C_{i,2}+...+a_{i,n}C_{i,n}}ou{\displaystyle \det(A)=a_{1,j}C_{1,j}+a_{2,j}C_{2,j}+...+a_{n,j}C_{n,j}}conforme seja escolhida a i-ésima linha ou a j-ésima coluna.

## Aplicação
O teorema de Laplace é normalmente utilizado para o cálculo de determinantes de matrizes de ordem superior ou igual a 4. Ele também se poder aplicar a matrizes de ordem inferior, embora neste caso o cálculo do determinante seja usualmente mais simples, como o uso da regra de Sarrus para matrizes de ordem 3, por exemplo. Na prática, o que se faz é passar do cálculo do determinante de uma matriz de ordem {\displaystyle n} para o cálculo de {\displaystyle n} determinantes de matrizes de ordem {\displaystyle n-1}. O teorema pode ser aplicado sucessivamente até se obterem matrizes de ordem 2 ou 3, cujo determinante é mais simples de calcular.
Pode-se selecionar indiferentemente qualquer linha ou coluna da matriz para aplicar o teorema. No entanto, para simplificar os cálculos, é usual escolher a linha (ou coluna) que apresente mais zeros, visto que o método consiste em multiplicar cada elemento da linha (ou coluna) pelo seu cofator. Assim, no caso de o elemento ser 0, o produto é nulo, não havendo a necessidade de se calcular o cofator.

## Exemplo
Considere-se a matriz{\displaystyle B={\begin{bmatrix}1&2&3\\4&5&6\\7&8&9\end{bmatrix}}.}O determinante desta matriz pode ser calculado aplicando o teorema de Laplace à 1ª linha:{\displaystyle \det B=1\,{\begin{vmatrix}5&6\\8&9\end{vmatrix}}-2\,{\begin{vmatrix}4&6\\7&9\end{vmatrix}}+3\,{\begin{vmatrix}4&5\\7&8\end{vmatrix}}=1\,(-3)-2\,(-6)+3\,(-3)=0.}O mesmo resultado pode ser obtido aplicando o teorema à 2ª coluna:{\displaystyle \det B=-2\,{\begin{vmatrix}4&6\\7&9\end{vmatrix}}+5\,{\begin{vmatrix}1&3\\7&9\end{vmatrix}}-8\,{\begin{vmatrix}1&3\\4&6\end{vmatrix}}=-2\,(-6)+5\,(-12)-8\,(-6)=0.}

## Demonstração do Teorema
Vamos usar o princípio da indução finita , provando, inicialmente, que o teorema é válido para matrizes de ordem {\displaystyle 2}. Considerando {\displaystyle {\displaystyle M={\begin{bmatrix}a_{11}&a_{12}\\a_{21}&a_{22}\\\end{bmatrix}}}}
e efetuando o desenvolvimento pela 1ª linha: 
{\displaystyle a_{11}\,C_{1,1}+a_{12}\,C_{1,2}=a_{11}\,|a_{22}|+a_{12}\,(-1)|a_{21}|=a_{11}\,a_{22}-a_{12}\,a_{21}=\det M.}
De forma análoga, os desenvolvimentos pela 2ª linha, 1ª coluna e 2ª coluna resultam em {\displaystyle \det M}, de modo que a propriedade é válida para {\displaystyle n=2}.
Na sequência, admitamos que a propriedade seja válida para determinantes de ordem {\displaystyle (n-1)} e provemos que ela também é válida para determinantes de ordem {\displaystyle n}. Seja {\displaystyle M} uma matriz de ordem {\displaystyle n>2}. Os primeiros menores (menores complementares) de {\displaystyle M} são determinantes de ordem {\displaystyle (n-1)}, os quais vamos denotar por {\displaystyle D_{ij}}, sendo {\displaystyle i} a linha e {\displaystyle j} a coluna eliminadas da matriz {\displaystyle M}. Vamos usar o símbolo {\displaystyle D_{ij}^{kl}} para representar o menor que se obtém pela supressão das linhas {\displaystyle i} e {\displaystyle k} e das colunas {\displaystyle j} e {\displaystyle l} da matriz {\displaystyle M}. Assim, {\displaystyle D_{ij}^{kl}} é um determinante de ordem {\displaystyle (n-2)}.
Fixamos a coluna {\displaystyle k} da matriz {\displaystyle M(1<k\leq n)} e determinamos
{\displaystyle C:=a_{1k}\,C_{1,k}+a_{2k}\,C_{2,k}+a_{3k}\,C_{3,k}+...+a_{nk}\,C_{n,k}=a_{1k}(-1)^{1+k}\,D_{1k}+a_{2k}\,(-1)^{2+k}\,D_{2k}+a_{3k}\,(-1)^{3+k}\,D_{3k}+...+a_{nk}\,(-1)^{n+k}\,D_{nk}.}
Desenvolvendo os determinantes {\displaystyle D_{1k},D_{2k},...,D_{nk}} pela 1ª coluna, temos:
{\displaystyle C=a_{1k}(-1)^{1+k}(\sum _{i>1}^{}a_{i1}(-1)^{i}\,D_{1k}^{i1})+a_{2k}(-1)^{2+k}(a_{11}\,D_{2k}^{11}+\sum _{i>2}^{}a_{i1}(-1)^{i}\,D_{2k}^{i1})+a_{3k}(-1)^{3+k}(a_{11}\,D_{3k}^{11}-a_{21}\,D_{3k}^{2i}+\sum _{i>3}^{}a_{i1}(-1)^{i}\,D_{3k}^{i1})+...+a_{nk}(-1)^{n+k}(a_{11}\,D_{nk}^{11}-a_{21}\,D_{nk}^{21}+a_{31}\,D_{nk}^{31}-...\pm a_{n-1^{,}1}\,D_{nk}^{n-1,1}).}
Na expressão de {\displaystyle C}, acima, tomamos as parcelas que contém {\displaystyle a_{11}}:
{\displaystyle a_{11}(a_{2k}(-1)^{2+k}\,D_{2k}^{11}+a_{3k}(-1)^{3+k}\,D_{3k}^{11}+...+a_{nk}(-1)^{n+k}\,D_{nk}^{11})=a_{11}(a_{2k}(-1)^{k}\,D_{2k}^{11}-a_{3k}(-1)^{k+1}\,D_{3k}^{11}-...-a_{nk}(-1)^{n+k-2}\,D_{nk}^{11})=a_{11}\,D_{11},}
as parcelas que contém {\displaystyle a_{21}}:
{\displaystyle a_{21}(a_{1k}(-1)^{1+k}\,D_{1k}^{21}-a_{3k}(-1)^{3+k}\,D_{3k}^{21}-...-a_{nk}(-1)^{n+k}\,D_{nk}^{21})=a_{21}(-a_{1k}(-1)^{k}\,D_{1k}^{21}-a_{3k}(-1)^{1+k}\,D_{3k}^{21}-...-a_{nk}(-1)^{n+k-2}\,D_{nk}^{21})=-a_{21}\,D_{21},}
as parcelas que contém {\displaystyle a_{31}}:{\displaystyle a_{31}(-a_{1k}(-1)^{1+k}\,D_{1k}^{31}-a_{2k}(-1)^{2+k}\,D_{2k}^{31}+a_{4k}(-1)^{4+k}\,D_{4k}^{31}+...+a_{nk}(-1)^{n+k}\,D_{nk}^{31})=a_{31}(a_{1k}(-1)^{k}\,D_{1k}^{31}+a_{2k}(-1)^{1+k}\,D_{2k}^{31}+a_{4k}(-1)^{k+2}\,D_{4k}^{31}+...+a_{nk}(-1)^{n+k-2}\,D_{nk}^{31})=a_{31}\,D_{31},}simplificadas com o uso da hipótese de indução. Prosseguimos da mesma forma até obtermos as parcelas que contêm {\displaystyle a_{n1}}, de modo que:
{\displaystyle C=a_{11}D_{11}-a_{21}D_{21}+a_{31}D_{31}-...\pm a_{n1}D_{n1}=a_{11}C_{1,1}+a_{21}C_{2,1}+a_{31}C_{3,1}+...+a_{n1}C_{n,1}.}
Isso prova que {\displaystyle C=\det M}, isto é, o resultado vale para qualquer coluna {\displaystyle k}, {\displaystyle 1<k\leq n}. Com raciocínio análogo podemos provar que a propriedade é válida para qualquer linha {\displaystyle i(1<i\leq n)} e com raciocínios semelhantes podemos provar que ela é válida para a 1ª linha e para a 1ª coluna, concluindo que o teorema é válido para matrizes de ordem {\displaystyle n\geq 2}.

## Complexidade assintótica
O teorema de Laplace não é computacionalmente eficiente para calcular determinantes. Sua complexidade no tempo é de {\displaystyle O(n!)}, não sendo indicado para situações práticas.
Utilizando a triangularização de matrizes, é possível escrever um algoritmo capaz de calcular determinantes em tempo {\displaystyle O(n^{3})}, que é mais eficiente. O algoritmo é similar ao método de Eliminação de Gauss.